# محافظة سوك تشانغ
محافظة سوك تشانغ  ( بالفيتنامية : Sóc Trăng ) هي إحدى محافظات فيتنام. وتقع في دلتا ميكونغ.

## روابط إضافية
- http://www.soctrang-online.net/gallery/
- http://www.soctrang-online.net
- Báo Sóc Trăng: http://www.hagia24h.com